# Орлов Андрій Ігорович
Андрій Ігорович Орлов "Сармат"(29 жовтня 1983, Полтава — 6 вересня 2023) — сержант Збройних сил України, учасник російсько-української війни, що відзначився у ході російського вторгнення в Україну, Герой України (2022).

## Життєпис
Народився 29 жовтня 1983 року у Полтаві. У 2007 році закінчив Полтавський педагогічний університет. У 2006—2014 роках працював у міжнародних компаніях, зокрема й спеціалістом з навчання персоналу «Metro Cash & Carry» та менеджером проєкту «Nestlé Україна» в Києві.
У 2014—2016 роках у складі батальйону «Донбас» Національної гвардії України брав участь в антитерористичній операції на Сході України. У 2016 році навчався у школі снайперів, служив заступником командира взводу снайперів.
На момент початку повномасштабного вторгнення військ РФ в Україну (24 лютого 2022) перебував у Багдаді, де працював охоронцем в одній з міжнародних компаній, однак розірвав контракт раніше.
З березня 2022 року бере участь у відбитті російського вторгнення в Україну.
У вересні 2022 року у складі розвідувальної групи Андрій Орлов здійснював вдале коригування вогню артилерії та авіації по скупченню сил противника в районі с. Мала Сейдеминуха Бериславського району Херсонської області. Було знищено техніку та особовий склад ворога. Розвідувальна група також вела стрілецький бій із переважальними силами противника. У результаті ворог відступив. Під час бою Андрій Орлов зазнав осколкового поранення вуха та шиї.
10 листопада 2022 року у складі розвідувального загону брав участь у звільненні м. Снігурівка Баштанського району Миколаївської області та особисто підняв прапор над будівлею районної адміністрації.
Загинув у бою 6 вересня 2023 року.

## Нагороди
- Звання Герой України з врученням ордена «Золота Зірка» (14 листопада 2022) — за особисту мужність і героїзм, виявлені у захисті державного суверенітету та територіальної цілісності України[7]. Нагороду вручив Президент України Володимир Зеленський 14 листопада 2022 року у м. Херсоні у ході робочої поїздки на деокуповану частину Херсонської області.
- Хрест бойових заслуг (10 листопада 2023, посмертно) — за особисту мужність і самовідданість, виявлені у захисті державного суверенітету та територіальної цілісності України, подолання наслідків надзвичайних ситуацій, спричинених збройною агресією російської федерації, вірність Українському народові і Військовій присязі та з нагоди річниці визволення міста Херсона від окупації російських військ[8]

## Вшанування пам'яті
У місті Полтава Студентський сквер перейменували на сквер імені Андрія Орлова.
19 грудня 2024 року на фасаді полтавського ліцею №1 відкрили меморіальну дошку на честь Героя України Андрія Орлова.